# Baixo Curu
Baixo Curu is een van de 33 microregio's van de Braziliaanse deelstaat Ceará. Zij ligt in de mesoregio Norte Cearense en grenst aan de Atlantische Oceaan in het noorden en noordoosten, de mesoregio Metropolitana de Fortaleza in het oosten en zuidoosten en de microregio's Médio Curu in het zuiden en zuidwesten en Itapipoca in het westen en noordwesten. De microregio heeft een oppervlakte van ca. 1439 km². Midden 2004 werd het inwoneraantal geschat op 98.151.
Drie gemeenten behoren tot deze microregio:
- Paracuru
- Paraipaba
- São Gonçalo do Amarante

Mesoregio's: Centro-Sul Cearense · Jaguaribe · Metropolitana de Fortaleza · Noroeste Cearense · Norte Cearense · Sertões Cearenses · Sul Cearense

Microregio's: Baixo Curu · Baixo Jaguaribe · Barro · Baturité · Brejo Santo · Canindé · Cariri · Caririaçu · Cascavel · Chapada do Araripe · Chorozinho · Coreaú · Fortaleza · Ibiapaba · Iguatu · Ipu · Itapipoca · Lavras da Mangabeira · Litoral de Aracati · Litoral de Camocim e Acaraú · Médio Curu · Médio Jaguaribe · Meruoca · Pacajus · Santa Quitéria · Serra do Pereiro · Sertão de Crateús · Sertão de Inhamuns · Sertão de Quixeramobim · Sertão de Senador Pompeu · Sobral · Uruburetama · Várzea Alegre